# Al Cowlings
Allen G. Cowlings (San Francisco, 16 giugno 1947) è un ex giocatore di football americano statunitense, conosciuto per il suo ruolo nella saga del processo sugli omicidi O.J. Simpson. Giocò nella NFL tra il 1970 e il 1979 per Buffalo Bills, Houston Oilers, Los Angeles Rams e Seattle Seahawks e San Francisco 49ers.

## Il caso O. J. Simpson
Cowlings e Simpson furono compagni di squadra alla Galileo High School, al San Francisco City College, alla University of Southern California, ai Buffalo Bills e ai San Francisco 49ers; essi divennero stretti amici e confidenti. Cowlings è famoso per il suo ruolo nella cattura di Simpson avvenuta il 17 giugno 1994, dopo un inseguimento a bassa velocità della Polizia di Los Angeles per le strade losangeline, dopo gli omicidi della moglie Nicole Brown Simpson e del loro amico Ronald Goldman diversi giorni prima. Cowlings affermò che Simpson gli aveva puntato un'arma alla testa, forzandolo a prendere parte alla fuga di Simpson dalla polizia. L'inseguimento fu trasmesso in diretta in televisione dalle telecamere degli elicotteri e si stima sia stato visto approssimativamente da 95 milioni di persone nei soli Stati Uniti.
Cowlings fu l'autista, Simpson il suo passeggero, in una Ford Bronco del 1993. Durante l'inseguimento, Cowlings esclamò alla polizia la famosa frase "Il mio nome è AC. Sapete chi sono, dannazione!" L'inseguimento terminò alla residenza di Simpson a Brentwood, dove si arrese alla polizia. Cowlings fu accusato di favoreggiamento a un fuggitivo e rilasciato con una cauzione di 250.000 dollari.

## Statistiche
| Partite totali | 101 |